# Vale de São Fernando

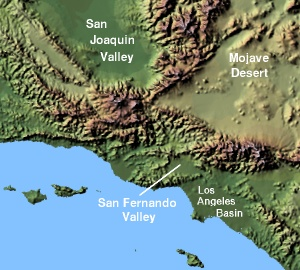
Localização do vale

Vale de São Fernando (em inglês: San Fernando Valley) é um vale urbanizado situado no noroeste da cidade de Los Angeles, na Califórnia, Estados Unidos. Também conhecido popularmente pelo codinome Porn Valley, devido a grande concentração na região de empresas de entretenimento cinematográfico.

## Aspectos geográficos
Limitado pelos montes São Gabriel (norte e nordeste), Santa Susana (norte) e Santa Mônica (sul) e as colinas Simi. Originalmente uma área agrícola, ocupa área de 670 quilômetros quadrados e é local de várias comunidades residenciais suburbanas de Los Angeles, incluindo Encino, North Hollywood, São Fernando, Studio City, Tarzana, Van Nuys e Woodland Hills. A drenagem primária é fornecida pelo rio Los Angeles. Vários reservatórios de armazenamento de água e uma grande barragem de controle de inundação e reservatório estão localizados lá.

## Porn Valley
Também conhecido pela antonomásia de Porn Valley, o Vale de São Fernando recebeu este apelido devido ao fato de que grande parte dos filmes adultos americanos são produzidos ou editados na localidade, que esta situada do outro lado de Hollywood, em Los Angeles. Outras denominações populares também são utilizadas para se denominar a localidade, tais como “San Pornando Valley” – em contraste com o Vale do Silício (Silicon Valley, em inglês), apelido para o vale de Santa Clara.
Para impulsionar a carreira, atrizes de todo o mundo acabam se instalando nas redondezas. Essa concentração geográfica contribuiu muito para o crescimento da indústria de entretenimento pornográfico. Na década de 1970, quem filmava filme pornô estava sujeito a riscos de ser processado por distribuição de material obsceno. Anteriormente tudo era muito underground, atualmente a atividade local desta indústria da pornografia é mais organizada e comercial. A jornalista e roteirista Laureen Ortiz, que foi correspondente do jornal francês Libération em Los Angeles de 2008 a 2011, autora do livro "Porn Valley: uma temporada na indústria mais difamada da Califórnia", afirma que "na Califórnia de rebeldes e inimigos da moral, onde alguns marginalizados se entregam a atividades desagradáveis que, no entanto, têm o dom de se espalhar por todo o planeta. Esse é o paradoxo, dos motoqueiros e dos atores pornôs: estar na marginalidade e gerar o 'convenciional'. Ser uma espécie considerada rara e participar do sonho californiano."
Em San Fernando Valley fica a sede da Adult Video News, famosa por liderar o comércio gráfico da pornografia por meio da revista AVN Magazine que cobre a indústria de vídeo adulto. O grupo de mídia adulto AVN Media Network migrou seus negócios em 2002 para San Fernando Valley, subúrbio de Los Angeles, por causa de “baixos aluguéis e acesso ao mercado de filmes. A maioria dos filmes de sexo norte-americanos é filmada em armazéns e casas particulares, ajudando a arrecadação do Vale de San Fernando em US$ 4 bilhões em vendas anuais no auge dos anos 90.
A proximidade de San Fernando Valley para Los Angeles ajudou a criar um canal de talentos de Hollywood, que incluía diretores, equipe e atores quando eles precisavam de uma pequena renda secundária. Alguns dos fotógrafos mais emblemáticos da Playboy Enterprises, localizada em Los Angeles, incluindo Stephen Wayda e Suze Randall (que se tornou a primeira fotógrafa do sexo feminino para a revista na década de 1970) se basearam em San Fernando Valley. De acordo com a série Pornucopia, produzida pela Home Box Office (HBO), aproximadamente 90% dos filmes adultos americanos produzidos e distribuídos legalmente nos Estados Unidos foram filmados ou produzidos por estúdios baseados em San Fernando Valley.
Em meados de 2012, o condado de Los Angeles aprovou uma medida que exigia que atores pornográficos usassem preservativos diante das câmeras; tal exigência acabou por provocar a transferência de diversas empresas do vale de San Fernando em busca de locais onde as exigências fossem mais flexíveis. Com isto, o número de pedidos de licenças de vídeo para adultos no condado, reduziu-se drasticamente em 95% entre 2012 e 2016, e muitos funcionários foram para Las Vegas, em Nevada - onde uma restrição ainda não foi aprovada -, ou para o exterior.